# سيدي عبد الله الغازي (بني فراسن)
سيدي عبد الله الغازي هي إحدى مشيخات المملكة المغربية، تتبع جغرافيا لإقليم تازة وإداريًا لبني فراسن. يقدر عدد سكانها بـ 6664 نسمة حسب الإحصاء الرسمي للسكان والسكنى لسنة 2004.